# Nitroxil
A nitroxil egy kémiai vegyület, képlete HNO. IUPAC-neve azanon. Gázfázisában jól ismert. Vízben oldva savként viselkedik, konjugált bázisa az NO−, pKa = 11,4. Redukált formája a nitrogén-monoxid (NO). Izoelektronos a kétatomos oxigénmolekulával. A nitroxil keletkezhet reakciók köztitermékeként.
A HNO nagyon könnyen reakcióba lép a nukleofilekkel, különösen a tiolokkal. Gyorsan H2N2O2-vé dimerizálódik, aminek a dehidratálásával dinitrogén-oxid (N2O) keletkezik. Rendszerint in situ állítják elő Angeli-sóból (Na2N2O3) és Piloty-savból (PhSO2NHOH).
A nitroxil képes lehet a szívelégtelenség kezelésére. Jelenleg folyik egy kutatás olyan vegyület előállítására, ami HNO-t ad le. Az egyik vizsgálatban ciklohexanon-oxim és ólom-tetraacetát szerves oxidációjával 1-nitrozociklohexil-acetát keletkezik, amiből nitroxil keletkezik:
Majd a HNO-t hidrolizáljuk bázikus környezetben foszfát-pufferben ecetsav és ciklohexanon mellett.

## Fordítás
Ez a szócikk részben vagy egészben  a   Nitroxyl című angol Wikipédia-szócikk ezen változatának fordításán alapul.  Az eredeti cikk szerkesztőit annak laptörténete sorolja fel. Ez a jelzés csupán a megfogalmazás eredetét és a szerzői jogokat jelzi, nem szolgál a cikkben szereplő információk forrásmegjelöléseként.